# Oak Valley (Texas)
Oak Valley é uma cidade  localizada no estado norte-americano de Texas, no Condado de Navarro.

## Demografia
Segundo o censo norte-americano de 2000, a sua população era de 401 habitantes.
Em 2006, foi estimada uma população de 457, um aumento de 56 (14.0%).

## Geografia
De acordo com o United States Census Bureau tem uma área de
5,1 km², dos quais 5,1 km² cobertos por terra e 0,0 km² cobertos por água.

## Localidades na vizinhança
O diagrama seguinte representa as localidades num raio de 16 km ao redor de Oak Valley.